# Herzogtum Inowrocław

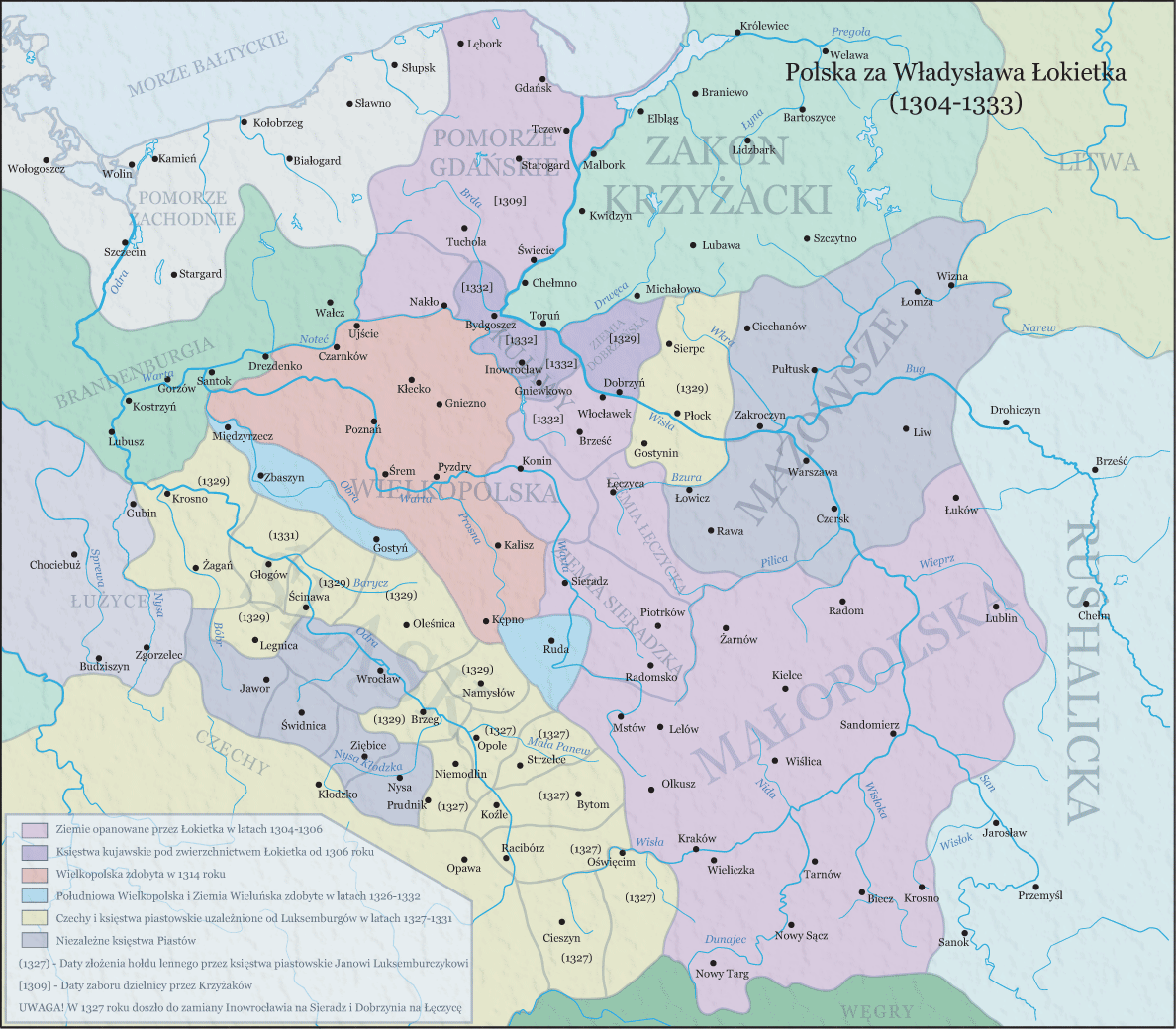
Der links-weichselische Teil von Kujawien (dunkelviolett)

Das Herzogtum Inowrocław (polnisch Księstwo inowrocławskie) war ein Teilfürstentum Polens von 1267 bis 1392 mit der Hauptfeste Inowrocław. 

## Geschichte
Nach dem Tod von Kasimir von Kujawien 1267 wurde das Herzogtum Kujawien zwischen seinen Söhnen geteilt. Das Herzogtum Inowrocław links der Weichsel erhielt Siemomysław von Kujawien. 1327 tauschte Przemysł von Kujawien mit Władysław I. Ellenlang das Herzogtum Inowrocław gegen das Herzogtum Sieradz. Im Krieg des Deutschen Ordens gegen Polen besetzte der Deutsche Orden 1332 das Herzogtum Inowrocław, 1337 ging es wieder an Polen. Im Frieden von Kalisch verzichtete der Orden auf das Herzogtum 1343. Kasimir der Große belehnte seinen Enkel Kasimir von Pommern und nach seinem Tod seine Witwe Margarethe von Masowien mit dem Herzogtum. Ludwig der Große belehnte Ladislaus von Oppeln mit dem Herzogtum Dobrin. Władysław II. Jagiełło nahm es ihm jedoch 1392 wieder weg und inkorporierte es ins Königreich Polen und, wo es zur Woiwodschaft Inowrocław wurde. 

## Herzöge
- Kasimir I. (Kujawien) 1267–1287
- Leszek (Kujawien) und Przemysł (Kujawien) 1287–1314
- Leszek (Kujawien) 1314–1320/1324
- Przemysł (Kujawien) 1320/1324–1327
- Władysław I. Ellenlang 1327–1332

Von 1332 bis 1337 vom Deutschen Orden besetzt.
- Kasimir III. (Polen) 1337–1364

Von 1364 bis 1370 ins Königreich Polen inkorporiert.
- Kasimir von Pommern 1370–1377
- Margarethe von Masowien 1377–1378/79
- Ladislaus von Oppeln 1378/79–1392

1392 nach Polen inkorporiert.